# Windsor Great Park
Windsor Great Park è un Parco Reale di 2.020 ettari situato a sud di Windsor, sul confine tra le contee del Berkshire e del Surrey in Inghilterra. È adiacente al Home Park, un parco privato di 265 ettari a servizio del Castello di Windsor. Il parco ospita numerosi cervi rossi ed è per la maggior parte aperto al pubblico dall'alba al tramonto.
Il Long Walk è un viale rettilineo di 4,26 km che parte dal castello di Windsor e termina in prossimità di una statua equestre di Giorgio III detta The Copper Horse, situata sulla collina più elevata del parco, dalla quale si può ammirare una magnifica veduta verso il castello. È rappresentato sulla copertina dell'album A Single Man di Elton John.
Il parco è stato concesso in uso per le riprese di numerosi film, tra cui molti della Saga di Harry Potter e diverse scene del media franchise della Disney Pirati dei Caraibi.